# یوتی‌سی ۹:۰۰+
|  | یوتی‌سی ۰۳:۰۰+ | MSK−1: زمان کالینینگراد |
|  | یوتی‌سی ۰۴:۰۰+ | MSK: زمان مسکو          |
|  | یوتی‌سی ۰۶:۰۰+ | MSK+2: زمان یکاترینبرگ  |
|  | یوتی‌سی ۰۷:۰۰+ | MSK+3: زمان اومسک       |
|  | یوتی‌سی ۰۸:۰۰+ | MSK+4: زمان کرانسنویارک |
|  | یوتی‌سی ۰۹:۰۰+ | MSK+5: زمان ایرکوتس     |
|  | یوتی‌سی ۱۰:۰۰+ | MSK+6: زمان یاکوتسک     |
|  | یوتی‌سی ۱۱:۰۰+ | MSK+7: زمان ولادی‌وستوک  |
|  | یوتی‌سی ۱۲:۰۰+ | MSK+8: زمان ماگادان     |

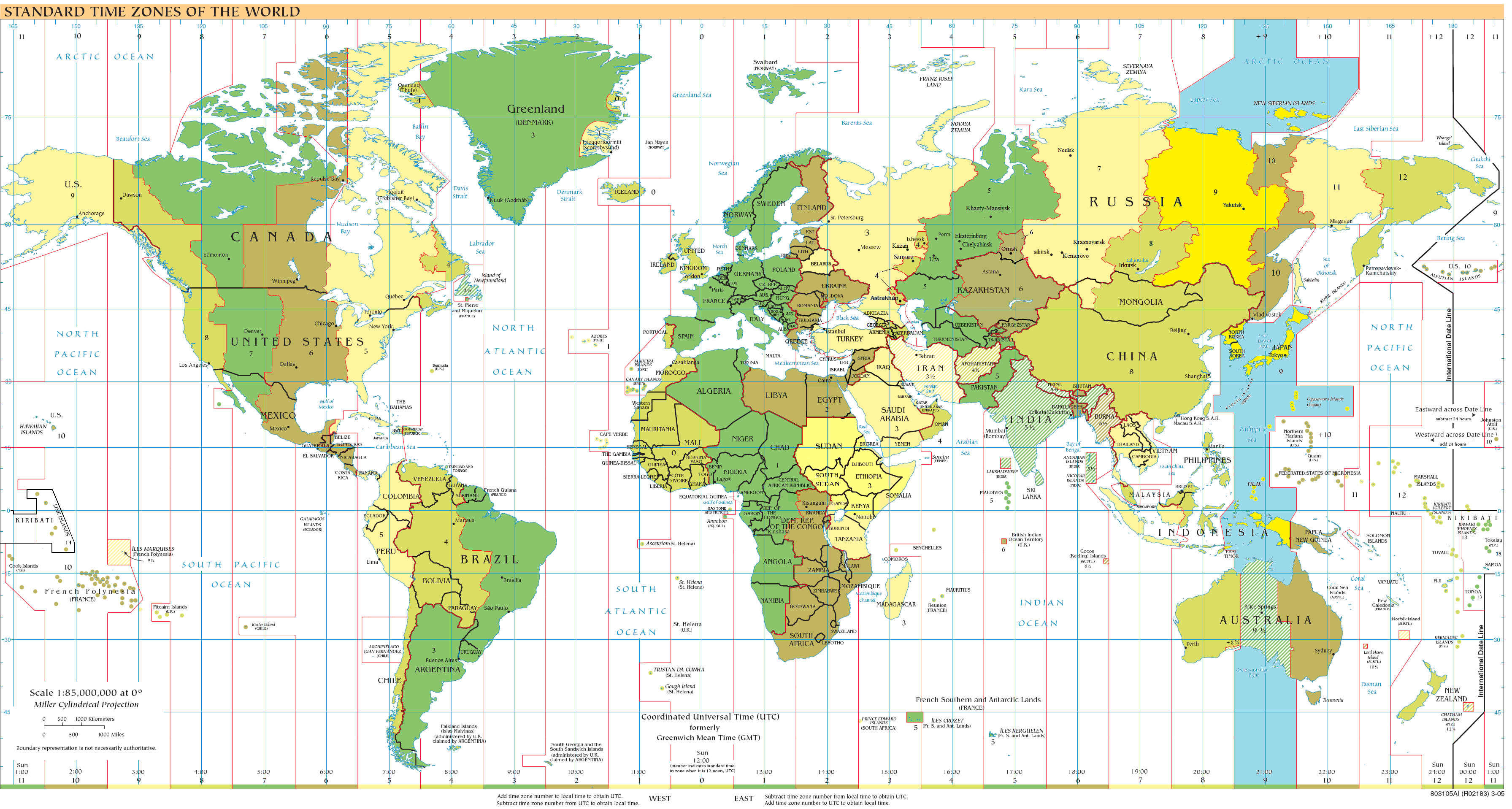
UTC+۰۹ ۲۰۱۰: آبی (دسامبر), نارنجی (June), زرد (تمام سال), آبی روشن - محدوده دریا

هم‌اکنون زمان‌بندی گرینویچ به علاوه ۹:۰۰+ (به انگلیسی: UTC+09:00) برای اندازه‌گیری زمان کاربرد دارد.

## زمان استاندارد در تمام سال
- تیمور شرقی
- اندونزی (شرقی)
  - جزایر ملوک
  - پاپوآ و پاپوآی غربی (اندونزی)
- ژاپن - زمان استاندارد ژاپن
- کره شمالی
- کره جنوبی - زمان استاندارد کره
- پالائو
- روسیه
  - بوریاتیا
  - استان ایرکوتسک